# 프로세스 모니터
프로세스 모니터(Process Monitor)는 윈도우 시스인터널스사에서 만든 무료 도구이다. 이 툴은 마이크로소프트 윈도우 운영 체제에서 모든 파일 시스템 활동을 실시간으로 모니터하고 보여준다. 이것은 과거 FileMon과 RegMon을 합친 것으로서 시스템 관리, 컴퓨터 포렌식 그리고 애플리케이션 디버깅에 사용된다.
프로세서 모니터는 윈도우 레지스트리를 노린 모든 행위를 모니터하고 기록한다. 프로세스 모니터는 레지스트리 키들을 읽고 쓰려는 실패한 시도를 탐지하는데 사용될 수 있다. 또한 구체적인 키, 프로세스, 프로세스 ID 그리고 값들에 대한 필터링도 가능하다. 그 외에도 애플리케이션들이 어떻게 파일과 DLL들을 사용하는지를 보여주고 시스템 파일 등에서의 몇몇 심각한 오류들도 탐지한다.

## 역사
RegMon과 이것의 자매 애플리케이션인 Filemon은 거의 마크 러시노비치 등에 의해 만들어졌으며 이후 시스인터널스사는 2006년 마이크로소프트에 팔렸다.
두 툴들은 합쳐져서 프로세스 모니터를 만들었다. 프로세스 모니터의 초기 버전들(버전 2.8까지)은 윈도우 2000 SP4의 업데이트 롤업1에서 돌아갔다. 현재 버전은 오직 윈도우 XP와 이후 버전들에서 실행된다.

### FileMon
FileMon ("File"과 "Monitor"의 합성) — 은 사용자에게 제공되는 파일 시스템 활동을 감독하는 강력한 툴로서 32/64비트 마이크로소프트 윈도우 운영 체제를 위한 무료 유틸리티이다.
FileMon은 더 이상 지원되지 않는다.

### RegMon
시스인터널스 사의 RegMon 유틸리티는 윈도우 레지스트리 사용에 대한 포렌식을 제공하였다.
RegMon은 더 이상 지원되지 않는다.

## 같이 보기
- 프로세스 익스플로러